# Juurikkasaari (ö i Mellersta Finland, Jyväskylä, lat 62,17, long 26,10)
Juurikkasaari är en ö i Finland. Den ligger i sjön Kierikka och Keskinen och i kommunen Toivakka i den ekonomiska regionen  Jyväskylä ekonomiska region  och landskapet Mellersta Finland, i den södra delen av landet, 230 km norr om huvudstaden Helsingfors. Öns area är 0,9 hektar och dess största längd är 130 meter i sydväst-nordöstlig riktning.